# Stazione di Castellino sul Biferno
Stazione di Castellino sul Biferno 2001-ben bezárt vasútállomás Olaszországban, Molise régióban, Mátrix településen.

## Vasútvonalak
Az állomást az alábbi vasútvonalak érintették:
- Termoli–Venafro-vasútvonal

## Kapcsolódó állomások
A vasútállomáshoz az alábbi állomások vannak a legközelebb: 
- Stazione di Matrice-Montagano-San Giovanni in Galdo
- Stazione di Campolieto-Monacilioni